# Il cacciatore di bisonti
Il cacciatore di bisonti anche noto come I cacciatori di bisonti (In the Days of the Thundering Herd) è un mediometraggio del 1914 diretto da Colin Campbell e Francis J. Grandon. Il western è interpretato da Tom Mix insieme a Old Blue, il suo famoso cavallo. Altri interpreti sono Bessie Eyton, Wheeler Oakman, Red Wing.
John Bowers, un attore che poi diventerà molto noto, appare qui per la seconda volta sullo schermo in una parte di contorno.

## Trama
Nel 1849, il pony express Tom Mingle parte con la fidanzata Sally Madison per la California dove il padre di lei è andato a cercare l'oro. Sua madre è molto malata e il marito chiede ai figli, Sally e suo fratello Luke, di raggiungerli. Dopo che Luke si rifiuta di attraversare il territorio indiano, Tom prende il suo posto e, grazie alla polvere d'oro che gli ha inviato il colonnello Madison, diversi cittadini, sperando di avere uguale fortuna nei campi d'oro, si uniscono a lui, che viene nominato capo carovana. La carovana, però, viene attaccata dagli indiani di Swift Wing e solo Sally e Tom riescono a sopravvivere. I due prigionieri vengono portati al campo indiano dove il capo Swift Wing si innamora di Sally. Stessa sorte tocca a Tom, che suscita l'amore in Starlight, la sorella del capo indiano. Con l'aiuto di questa, Tom e Sally riescono a fuggire cercando di raggiungere un accampamento di cacciatori di bufali. Un gruppo di indiani li attacca, ma i due fuggitivi riescono a salvarsi mentre la povera Starlight rimane uccisa.

Il loro viaggio avventuroso si conclude in California, dove Sally si riunisce con la famiglia e Tom ottiene la benedizione dei suoi al loro matrimonio.

## Produzione
Il film fu prodotto dalla Selig Polyscope Company

## Distribuzione
Il copyright del film, richiesto dalla Selig Polyscope Co., fu registrato il 12 novembre 1914 con il numero LP3756.

Distribuito dalla General Film Company, il film uscì nelle sale cinematografiche statunitensi il 30 novembre 1914.
 
Nell'agosto 1915, il film fu distribuito negli Stati Uniti con il titolo The Thundering Herd.
In Italia venne distribuito nel 1926 dalla Unity.
Nel gennaio 2010, il film è stato distribuito dalla Harpodeon insieme a The Girl at the Cupola e il 31 gennaio 2011, dall'Alpha Home Entertainment, insieme a Going to Congress

### Conservazione
Copie complete della pellicola si trovano conservate negli archivi della Library of Congress di Washington, del George Eastman House di Rochester, dell'Academy Film Archive di Beverly Hills.